# Lasioglossum sheffieldi
Lasioglossum sheffieldi är en biart som först beskrevs av Jason Gibbs 2010. Den ingår i släktet smalbin och familjen vägbin.

## Beskrivning
Huvud och mellankropp är blåa, hos honan med gröna och metallgula nyanser, medan hanens blå färg är ljusare. Clypeus är tvåfärgad; dess övre del är svartbrun, medan den undre delen är bronsfärgad. Antennerna är mörkbruna, vingarna halvgenomskinliga med brungula ribbor. På bakkroppen är tergiterna svagt metallglänsande från guld till grönt, och sterniterna bruna. Hos hanen är hela bakkroppen mörkbrun. Hos båda könen har tergiternas bakkanter avvikande färg, blekt, halvgenomskinligt gult, som hos honorna kan dra sig åt gulbrunt. Honan har en kroppslängd på 6,2 till 6,5 mm, med en längd på den längsta vingen, framvingen, på 4,5 till 4,6 mm. Motsvarande mått hos hanen är 5,2 till 6,1 mm för kroppslängden, 3,7 till 4 mm för framvingelängden.

## Utbredning
Lasioglossum sheffieldi förekommer i Kanada från Nova Scotia i öster över södra Newfoundland och New Brunswick till Quebec i väster. Separata populationer finns även i Manitoba och i Wisconsin i USA. Arten är lokalt vanlig.

## Ekologi
Arten håller främst till på kustnära sanddyner, men förekommer även på prärien.
Med avseende på pollen är den polylektisk, den besöker blommande växter från många olika familjer, men har främst observerats på marvioler i familjen korsblommiga växter.
Arten är sannolikt ettårigt samhällsbildande (som exempelvis humlor), och bygger sina bon i marken.